# Bonaventure de Bagnoregio
Pour les articles homonymes, voir Bonaventure et Fidanza.
Saint Bonaventure (O.F.M.), né à Bagnorea (actuelle Bagnoregio, près d'Orvieto en Italie) en 1217–1218 ou 1221, sous le nom de Giovanni da Fidanza, mort à Lyon dans la nuit du 14 au 15 juillet 1274, est un religieux italien. Il prit le nom de Bonaventure lors de son entrée dans les ordres.
Théologien, archevêque, cardinal, Docteur de l'Église et ministre général des Franciscains, il est, à l'instar de Jean Duns Scot et Thomas d'Aquin, l'un des piliers de la théologie chrétienne au Moyen Âge. Surnommé le « Docteur séraphique » (Doctor seraphicus), canonisé en 1482, il reste connu sous le nom de « saint Bonaventure ». Il est proclamé Docteur de l'Église en 1586 par le pape Sixte V. Il est célébré par l'Église catholique le 15 juillet (auparavant le 14 dans le rite tridentin).

## Biographie
Il naît de Giovanni di Fidanza et de Maria di Ritello. Baptisé Giovanni à sa naissance, il prend par la suite le nom de « Bonaventure ». Nous ne savons rien de sa jeunesse, ni des raisons de son changement de nom. Selon une tradition du XVe siècle, le tout jeune Giovanni, gravement malade à l'âge de 4 ans, aurait été apporté à François d'Assise, lequel l'aurait signé d'une croix sur le front en disant : « Ô buona ventura ! » (« Ô bonne fortune ! »). Son père, médecin, l'envoie étudier les arts à la Sorbonne en 1236. Il rejoint l'Ordre des Frères mineurs en 1243. Il entreprend les études de théologie sous la houlette d'Alexandre de Hales, grand théologien devenu franciscain, puis d'Eudes Rigaud. En 1248, Bonaventure obtient sa licence, ce qui l'autorise à enseigner à son tour à l'Université. En 1256, l'animosité montante des universitaires à l'égard des ordres mendiants l'oblige à quitter son poste. Après la condamnation de Guillaume de Saint-Amour, principal adversaire des Mendiants, Bonaventure reçoit son doctorat en 1257, en même temps que Thomas d'Aquin.
La même année, et malgré son jeune âge, Bonaventure avait été élu ministre général de son ordre, en succession de Jean de Parme. Il se trouve confronté à la querelle entre Spirituels et Conventuels, c'est-à-dire entre partisans de la pauvreté absolue et partisans d'une évolution de l'ordre, en particulier vers l'enseignement. Bonaventure condamne les Spirituels, en particulier les joachimistes, artisans des thèses de Joachim de Flore. Lors du chapitre général de Narbonne, il fait réviser les constitutions de l'ordre. Il s'attelle ensuite à une biographie de François d'Assise, qu'il présente en 1263 au chapitre général de Pise. À cette occasion, il redessine la carte des provinces de l'ordre. Il prescrit également la sonnerie des cloches à la tombée de la nuit, en l'honneur de l'Annonciation  — pratique qui préfigure la prière de l'Angélus.
En 1265, Clément IV le nomme archevêque d'York, mais il refuse cette promotion et surtout entend demeurer à Paris, pour la défense des ordres mendiants. L'année suivante, le chapitre général de Paris ordonne la destruction de toutes les Vies de François d'Assise, à l'exception de celle rédigée par Bonaventure, déclarée la seule authentique et digne de foi. Cette mesure est condamnée par les zelanti, partisans d'un retour aux sources, qui y voient la confiscation par Bonaventure du personnage de François.
En 1267, à Rome, il crée un statut pour les laïcs agissant selon les règles de l'Amour du Christ : c'est la première confrérie de pénitents, qu'il nomme Confrérie du Gonfalon, dont l'objet est l'amour du Christ et la proclamation de la foi catholique.
En 1271, Bonaventure intervient dans le conclave réuni à Viterbe après la mort de Clément IV. Sur ses conseils, les cardinaux élisent Tebaldo Visconti, qui prend le nom de Grégoire X. En 1273, Bonaventure est consacré cardinal-évêque d'Albano par le nouveau pape. L'année suivante, Bonaventure quitte la tête des franciscains. Il est remplacé à cet office par Jérôme d'Ascoli, futur Nicolas IV. Il est alors chargé par Grégoire X de préparer le deuxième concile de Lyon, qui s'ouvre le 7 mai 1274.
Ce concile de Lyon avait, entre autres, la tâche de trouver une formule de foi, avec les prélats byzantins, pour clore la querelle du Filioque. En 1274, la météo fut exécrable. Un hiver très rude céda tardivement la place à des pluies diluviennes, suivies dès le début du mois de juin par une chaleur étouffante. Thomas d'Aquin décéda en chemin vers Lyon.
Durant le concile, Bonaventure, seul référent reconnu par tous désormais,  prend la parole à deux reprises devant les pères conciliaires, une fois pour accueillir la délégation byzantine et recommander la réunion des Églises. Il trouve une formule qui convient aux Byzantins, autant qu'aux latins, par une exposition détaillée de la spiration du Saint Esprit dans la Trinité des Personnes divines. Mais Il est atteint de fortes fièvres, sans doutes paludiques puisque le paludisme alors présent en toutes régions avait été renforcé par la lourde chaleur humide. Le 13 juillet pendant la session, il doit se retirer. Selon son secrétaire, Pérégrin de Bologne, il aurait été empoisonné. Il meurt dans la nuit du 14 au 15 juillet, mais les historiens voient en cette affirmation une manœuvre sans fondement. Quand, en 1434, ses restes ont été transférés dans une nouvelle église dédiée à François d'Assise, le tombeau fut ouvert. Sa tête aurait alors été trouvée dans un parfait état de conservation, ce qui favorisa grandement la cause de sa canonisation. Il fut inhumé dans l'église franciscaine de Lyon, aujourd'hui nommée église Saint-Bonaventure. Son corps fut jeté dans le Rhône par les révolutionnaires, en 1789. Le reliquaire d'argent contenant son crâne n'a jamais été retrouvé.
Son oraison funèbre fut prononcée par son ami, le dominicain Pierre de Tarantaise, futur Innocent V, sur le thème « Elle est tombée la colonne de l'Église ». En effet, à l'annonce de son décès après celui de Thomas d'Aquin, les légats latins apprirent cette nouvelle en déplorant « qu'elles soient tombées, les colonnes de l'Église ». Sa théologie, longtemps éclipsée par celle de Thomas d'Aquin, connaît aujourd'hui un regain d'intérêt : la seule réflexion logique y est accompagné de traités spirituels, de poésie et d'ouvrages de vulgarisation.
Le 14 avril 1482, Sixte IV, pape franciscain, l'inscrit au nombre des saints. Bonaventure est proclamé docteur de l'Église en 1587 par le pape franciscain Sixte V.

## Caractères généraux de l'œuvre

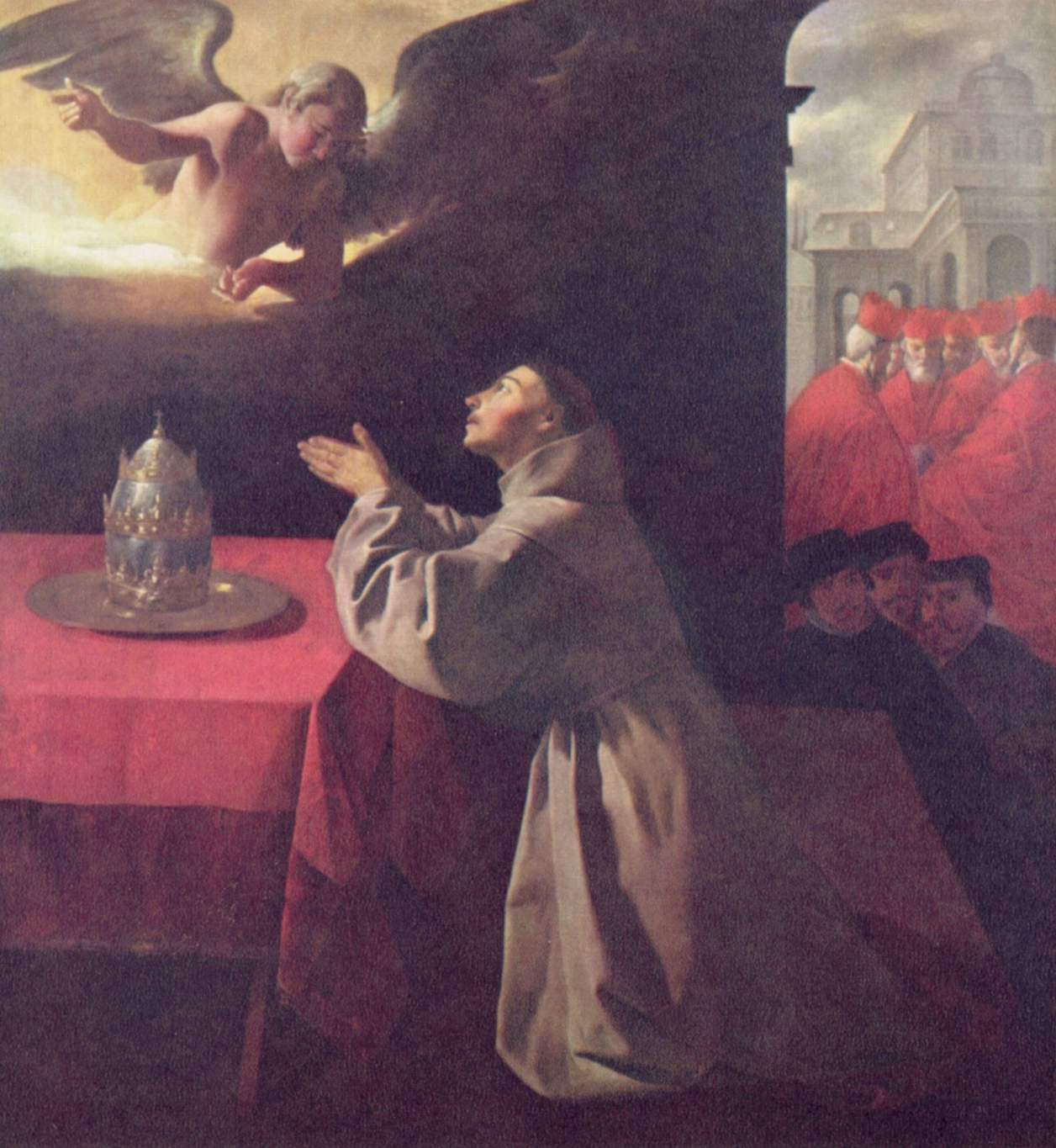
Bonaventure en prière de Francisco de Zurbarán (1629), Gemäldegalerie Alte Meister, Dresde, Allemagne.

Bonaventure est un théologien franciscain, qui tenta de restituer théologiquement et conceptuellement l'intuition de son maître saint François d'Assise, fondateur de son ordre. Ainsi, sa pensée est toute tendue vers l'union mystique de paix et d'amour avec Dieu. Il fut profondément influencé par saint Augustin, et dans une moindre mesure par Boèce, comme c'est visible dans le Breviloquium.
Saint Bonaventure résume l'enseignement des Victorins, notamment dans son De Triplici Via (1259) également appelé Itinerarium mentis ad Deum, que l'on connaît par au moins trois cents manuscrits, preuve de son succès. Quittant la méditation, sensible ou intellectuelle, le saint montre à l'étape suivante la contemplation infuse ou excessus mentis, aussi appelée extase des ténèbres, ou mort mystique, ou même simplement contemplation mystique :

« C'est cette faveur secrète que nul ne connaît s'il ne la reçoit et que nul ne reçoit s'il ne la désire, et que nul ne désire si ce n'est celui qui est enflammé jusqu'au fond des entrailles par le feu du Saint-Esprit, que Jésus-Christ a porté sur cette terre. »

Il s'agit de se débarrasser de notre esprit, notre animus, du sensible comme de l'intellectuel, pour que l'image de Dieu que l'homme est, retrouve la ressemblance divine en devenant, comme François d'Assise, une vivante image du Fils. Sa devise cardinalice l'annonce, en citant l'épitre de Paul aux Galates « Je vis, mais ce n'est plus moi qui vit, mais le Christ en moi ». 
Sans surprise, il emprunte au Pseudo-Denys l'Aréopagite les trois degrés de la montée de l'âme vers Dieu : la voie illuminative, avec la joie de la conversion, la voie purgative, temps de l'épreuve, et la voie illuminative où ne parviennent que quelques-uns, et qui, comme le théorisation ensuite Bartolomé de Pise, est une conformité au Christ, figuré par un linteau de la croix, où le bras et la main nus du Christ croise le bras vêtu de la bure de François d'Assise, et sa main crucifiée comme celle du Christ. Tout en continuant d'exprimer la pauvreté et la simplicité franciscaine, Bonaventure reste réaliste et interdit tout radicalisme.
Il veut franchir les degrés d'élévation jusqu'à la ressemblance au Fils, dans une fraternité avec toute créature, ce qui mène à passer des sens à l'imagination purifiée, de la raison à l'intellect puis à l'intelligence jusqu'au sommet de l'esprit ou l'Esprit-Saint déploie toute sa grâce. 
À ce cheminement va succéder la devotio moderna au XIVe siècle axée sur la méthode et l'imitation du Christ, déjà formulée par Origène et saint Benoît dans la lectio divina.
Les grands concepts de Bonaventure sont : la périchorèse trinitaire, la théologie de la pauvreté et de la volonté de Dieu, et une certaine théologie du corps comme créé et donc bon. 

## Œuvre

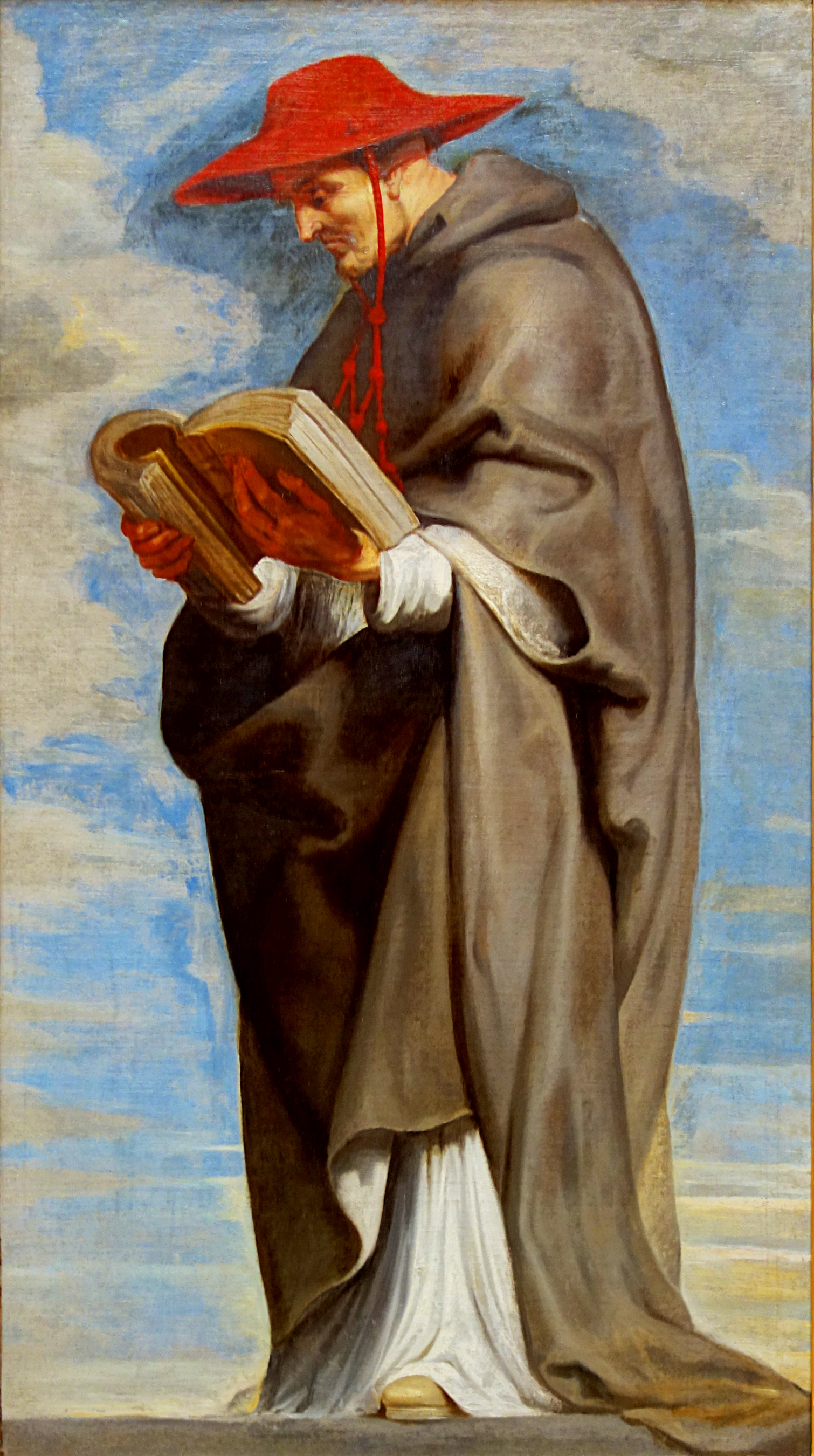
Saint Bonaventure, par Peter Paul Rubens (Palais des beaux-arts de Lille).

Son œuvre inspire un courant, le « bonaventurisme », qui s'inscrit lui-même dans l'augustinisme et qui s'oppose au thomisme par l'humilité qu'il associe à la raison humaine, incapable d'accéder à la plénitude de la vérité sans l'aide de Dieu, tandis que Thomas d'Aquin est beaucoup plus confiant dans les capacités de l'homme.
Raymond Lulle, Juan Luis Vivès, Raymond Sebond sont les héritiers de ce courant. L'Apologie de Raimond Sebond (Wikisource) de Michel de Montaigne appartient de fait à cette tradition.
- Des livres d'exégèse : Commentaires du Livre de la Sagesse, de l'Évangile selon Luc et Conférences sur l'évangile de Jean ;
- Des livres de spiritualité : Les Trois voies de la Vie spirituelle (la triple voie), Itinéraire de l'esprit vers Dieu, L'Arbre de vie, le Soliloquium ;
- Commentaire sur Sentences de Pierre Lombard (1250) ;
- Vie de saint François (1263) ;
- Un compendium de Théologie : le Breviloquium ;
- Des œuvres intéressant l'Ordre franciscain[11] ;
- De très nombreux sermons et une synthèse de théologie spirituelle : Les Conférences sur l'Hexaemeron[12].

On lui a attribué, à tort, de nombreux traités spirituels et mystiques des XIIIe et XIVe siècles tels : 
- Commentaires sur l'imitation de Jésus-Christ ;
- Méditations sur la vie de Jésus-Christ, plusieurs fois traduits en français.

Ses Œuvres ont été publiées à Rome, 1586–1598, 8 volumes in-folio et à Paris, 14 volumes, in-8, 1866. Ses Œuvres spirituelles ont été traduites par l'abbé Berthaumier, mais sans discernement critique, 1855. Ses œuvres complètes ont été publiées, en 10 volumes in-folio, entre 1882 et 1910 par le Collège d'études médiévales des Franciscains de Quaracchi (Florence).

## Églises consacrées à Saint-Bonaventure
- Basilique Saint-Bonaventure de Lyon ;
- Église Saint-Bonaventure de Bonaventure ;
- Église Saint-Bonaventure - Montréal, arrondissement Rosemont–La Petite-Patrie ;
- Église Saint-Bonaventure - Narbonne ;
- Église de Saint-Bonaventure au Palatin - Rome ;
- Cathédrale Saint-Bonaventure de Banja Luka (Bosnie-Herzégovine).

## Toponymes
Au Québec, l'île Bonaventure, la municipalité Saint-Bonaventure et la rivière Bonaventure sont nommées en son honneur, du fait de la colonisation par les missionnaires récollets. La ville de Bonaventure doit aussi être nommée en son honneur. Il a existé à Alger un collège Saint Bonaventure situé au 16 Chemin Ghermoul (Ex. Yusuf) près du quartier Belcourt et qui dispensait un enseignement à des classes du primaire et du secondaire. Cet établissement a fonctionné même après l'indépendance et à définitivement fermé en 1968.

## Bibliographie

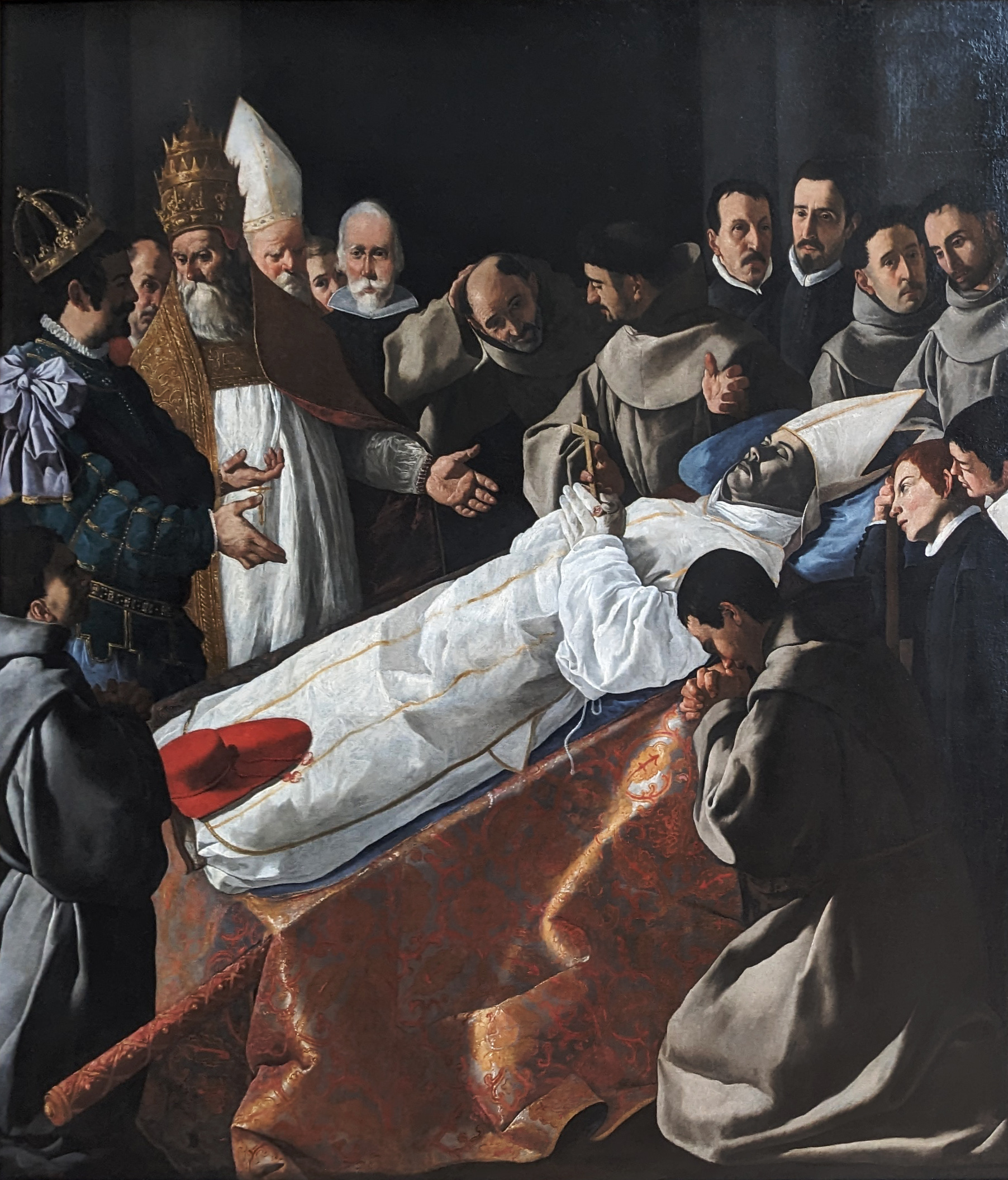
L'Exposition du corps de Saint Bonaventure (1629) par Zurbarán.

### Œuvres
- (la) S Bonaventura: Opera Omnia Peltiero Edente (Textes originaux).

### Traductions en français
- Vie de Saint François D'Assise, Éditions DFT, 2019.
- Œuvres spirituelles de S. Bonaventure, traduites par l'abbé Berthaumier, Paris, Louis Vivès, 1854, 6 vol. .
- Les sept dons du Saint-Esprit, trad. Marc Ozilou, Éditions du Cerf, 1997. .
- Commentaire sur les sentences (1253–1257), t. I : Questions sur Dieu, trad. Marc Ozilou, PUF, 2002, 288 p.
- Le breviloquium (condensé, 1257), Éditions franciscaines, 1968, 8 vol. .
- Intuition et raison. Choix de sermons, Éditions grégoriennes, 2006, 302 p.
- Itinéraire de l'esprit vers Dieu (Itinerarium mentis in Deum, 1259), trad. H. Duméry, Vrin, 1960, .
- Les dix commandements, trad. Marc Ozilou, Desclée, 1995, 205 p.
- Les six jours de la Création (Collationes in Hexaemeron), trad. Marc Ozilou, Desclée/Cerf, 1991.
- Les six lumières de la connaissance humaine, trad. Michaud-Quantin, Éditions franciscaines, 1971.
- Les sept paroles de Jésus en croix, trad. abbé Berthaumier, 1854 .
- Le livre de l'amour, trad. abbé Berthaumier, 1854 .
- Vie de saint François d'Assise[13], trad. de l'abbé Berthaumier, Grenoble, Les Éditions Blanche de Peuterey, 2022.
- Les sept dons du Saint Esprit[14], trad. de l'abbé Berthaumier, Grenoble, Les Éditions Blanche de Peuterey, 2022.

### Études

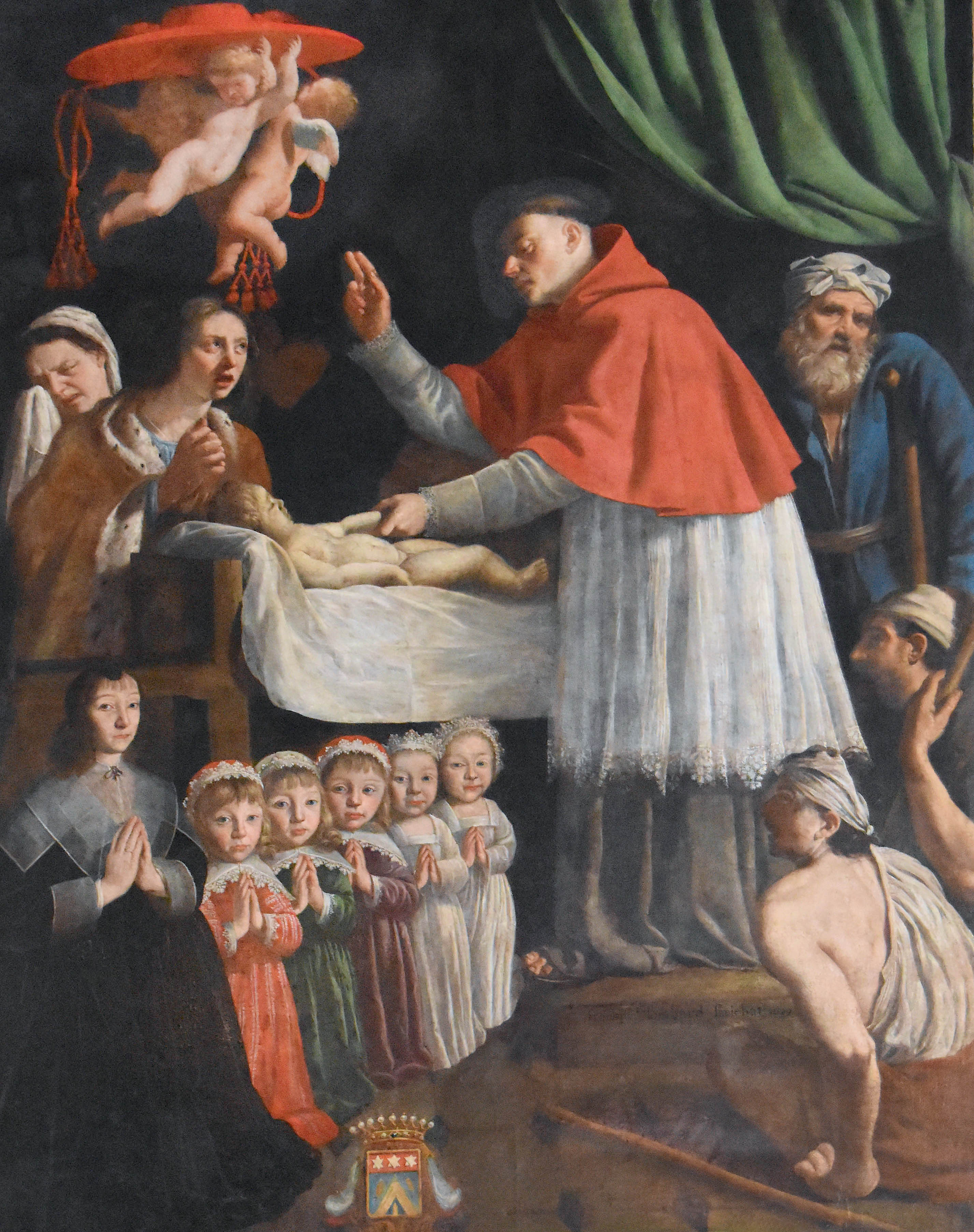
Le Miracle de saint Bonaventure de François Lombard (1639), basilique Saint-Bonaventure de Lyon.

- Histoire de l'Église depuis les origines jusqu'à nos jours, t.X (1198–1274), Paris, Bloud et Gay, 1959.
- (en) Rosalind B. Brooke, Early Franciscan Government: Ellias to Bonaventure, Cambridge University Press, 2004.
- Andrée Comparot, Augustinisme et aristotélisme : de Sebon à Montaigne Paris, Éditions du Cerf, 1984.
- Étienne Gilson, La Philosophie de saint Bonaventure, Paris, Vrin, 1953.
- Joseph Ratzinger (trad. Robert Givord), La Théologie de l'histoire de saint Bonaventure, Paris, PUF, 1988, 206 p. (présentation en ligne).
- André Vauchez (s. dir.), Apogée de la papauté et expansion de la chrétienté (1054–1274) (Histoire du christianisme, tome V), Paris, Desclée, 1992.
- Marianne Schlosser, Saint Bonaventure, la joie d'approcher Dieu, traduction de l'allemand par J. Gréal, Paris, Éditions du Cerf et Éditions franciscaines, 2006.
- Annie et Bernard Verten, « Intuition et raison », choix de sermons traduits, présentés et annotés. Éditions grégoriennes.
- Emmanuel Falque, Saint Bonaventure ou l'entrée de Dieu en théologie, Éditions Vrin, 2000.
- Cyrille Michon, Thomas d'Aquin et la controverse sur « L'Éternité du monde », Éditions Garnier Frères, Paris, 2004. La controverse entre Bonaventure et Thomas d'Aquin.
- Richard S. Martignetti, L'arbre de vie de saint Bonaventure - Théologie du voyage mystique, Éditions franciscaines.

### Pseudo-Bonaventure
- Meditationes de vita Christi (vers 1300)[15].
- Biblia pauperum (vers 1250), édi. par Henrik Cornell, Stockholm, 1925, XV-372 p.

### Autres
- Bonaventure et Henry Duméry, Itinéraire de l'esprit vers Dieu : 7e édition, Librairie philosophique Vrin, coll. « Biblio Textes Philosophiques », 2002, 111 p. (ISBN 978-2-7116-0674-0).
- Bonaventure et Goulven Madec, Le Christ maître, Librairie philosophique Vrin, coll. « Biblio Textes Philosophiques », 2002, 142 p. (ISBN 978-2-7116-1026-6).
- Bonaventure, Bernard Verten et Annie Verten, Sermons : Intuition et raison, Adverbum, 2006, 302 p. (ISBN 978-2-914338-10-3).
- Benoît XVI (trad. de l'allemand), La théologie de l'Histoire de saint Bonaventure, Paris, Presses universitaires de France, coll. « Quadrige : Grands textes », 2007, 263 p. (ISBN 978-2-13-055922-1).
- Laure Solignac, La théologie symbolique de Saint Bonaventure, Parole et Silence, coll. « Collège des Bernardins », 2010, 129 p. (ISBN 978-2-84573-893-5).
- Laure Solignac, La Voie de la ressemblance : itinéraire dans la pensée de saint Bonaventure, Paris, Hermann (maison d'édition), coll. « HR. De Visu », 2014, 448 p. (ISBN 978-2-7056-8895-0).
- Richard Martignetti (trad. de l'anglais), L'arbre de vie de saint Bonaventure. Théologie du voyage mystique, Paris, Éditions Franciscaines, 2014, 328 p. (ISBN 978-2-85020-317-6).
- Bonaventure et L'Abbé Berthaumier, Itinéraire de l'âme à Dieu, CreateSpace Independent Publishing Platform, 2016, 46 p. (ISBN 978-1-5331-5003-5).
- Bonaventure, Emmanuel Falque, Guy Bougerol et Luc Mathieu (trad. du latin), Le Breviloquium. Brève somme de la doctrine chrétienne, Paris, Editions Franciscaines, 2017, 537 p. (ISBN 978-2-85020-385-5).
- Gustave Mohomye, L'Espérance chrétienne dans la pensée de saint Bonaventure, Saint-Denis, Éditions Édilivre, coll. « Classique », 2018, 207 p. (ISBN 978-2-414-18357-9).
- Bonaventure (trad. du latin), Les Saints Anges : Huit sermons sur le Monde céleste, Gap, Éditions Grégoriennes, 2019, 218 p. (ISBN 978-2-36766-026-4).